# Chloridolum trogoninum
Chloridolum trogoninum är en skalbaggsart som först beskrevs av Francis Polkinghorne Pascoe 1859.  Chloridolum trogoninum ingår i släktet Chloridolum och familjen långhorningar.
Artens utbredningsområde är Sri Lanka. Inga underarter finns listade i Catalogue of Life.